# 4245-ös mellékút (Magyarország)
A 4245-ös számú mellékút egy közel 20 kilométer hosszú, négy számjegyű országos közút Békés vármegye területén; Kertészszigetet köti össze Szeghalommal.

## Nyomvonala
Kertészsziget közigazgatási területén ágazik ki a 4206-os útból, annak a 22,700-as kilométerszelvénye táján. Dél-délnyugat felé indul, majd kicsivel nyugatabbnak fordul, így éri el a település belterületének délkeleti szélét, 2,3 kilométer után. Ott szinte azonnal délkelet felé veszi az irányt és kilép a belterületről; a folytatásban ritkásan lakott külterületek közt húzódik.
5,3 kilométer után átlépi Szeghalom határszélét, onnan kisebb-nagyobb iránytörésekkel, de azoktól eltekintve nagyrészt dél-délkeleti irányban halad, a várostól északra elterülő tanyavilágban. Számottevő külterületi településrészt csak egyet érint, ez Töviskés, amely mellett a 9. kilométere táján halad el. 18,3 kilométer után éri el a város nyugati szélét, a 19. kilométere után pár lépéssel – nyílt vonali szakaszon – keresztezi a Békéscsaba–Kötegyán–Vésztő–Püspökladány-vasútvonal vágányait, majd a belvárosban az Arany János utca nevet veszi fel; így ér véget, beletorkollva a 4212-es útba, annak 34,500-as kilométerszelvényénél.
Teljes hossza, az országos közutak térképes nyilvántartását szolgáló kira.gov.hu adatbázisa szerint 19,665 kilométer.

## Települések az út mentén
- Kertészsziget
- Szeghalom

## Története
A Kartográfia Vállalat Magyarország autótérképe 1:525 000 című kiadványa csak az észak felől Kertészsziget központjáig vezető szakaszt tünteti fel burkolt útként, 15 kilométert meghaladó hosszúságú, fennmaradó szakaszát a térkép csak „fontosabb földút” jelöléssel szerepelteti.